# Bogatir
|  | Aquest article tracta sobre el guerrer medieval rus. Si cerqueu la localitat russa, vegeu «Bogatir (Crimea)». |

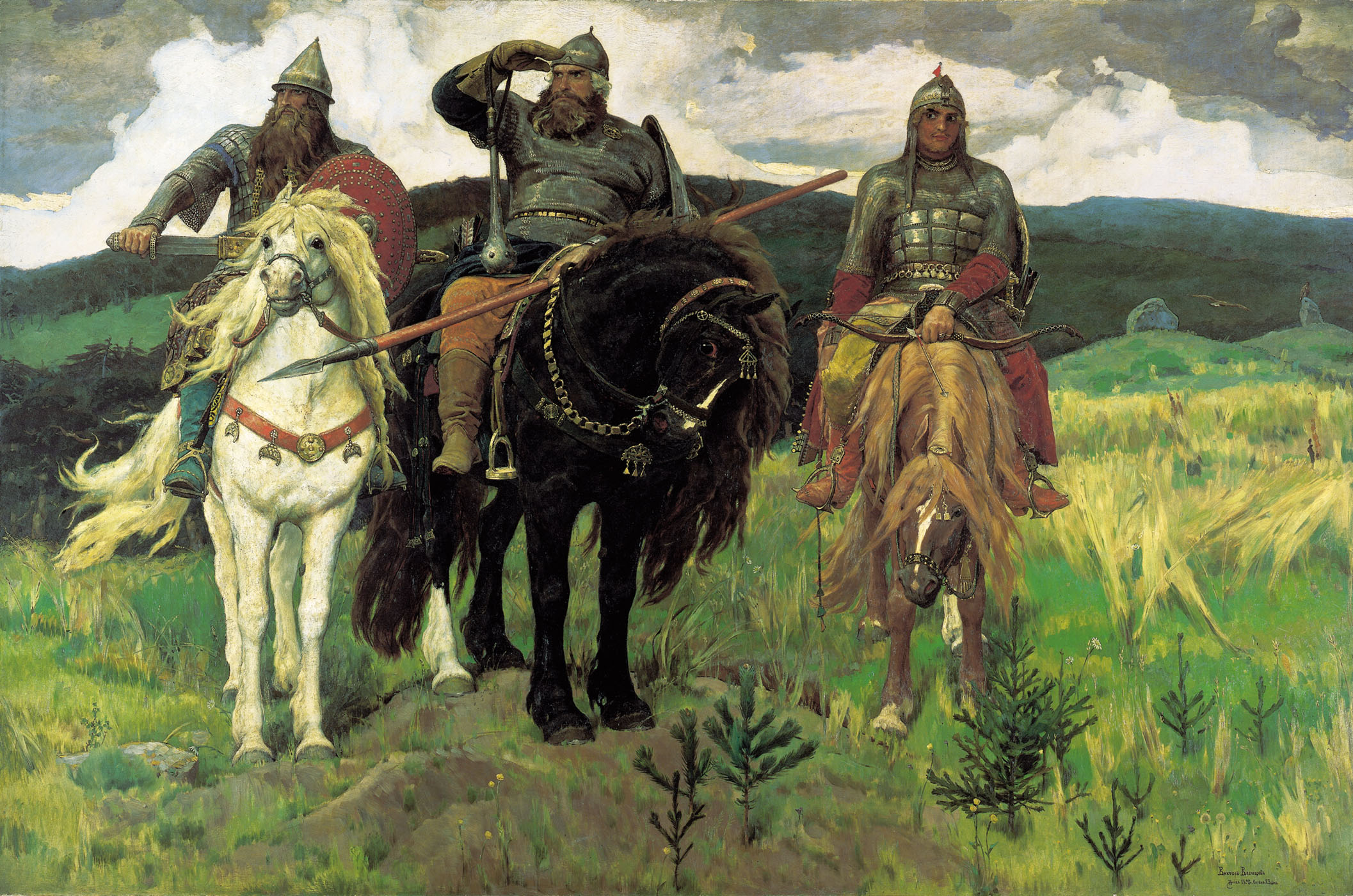
Dobrínia Nikítitx, Ilià Múromets i Alioixa Popóvitx, representats a Els bogatirs (1898), pintura de Víktor Vasnetsov

Un bogatir (en rus богатырь, provinent del turc baghatur) o vítiaz (en rus витязь, 'guerrer valerós') era un heroi guerrer medieval rus, comparable amb els cavallers de l'Europa Occidental. Existeixen molts poemes èpics russos (anomenats bilini) en els quals es relaten les històries d'aquests herois. En aquests relats, cada bogatir es reconeix per un caràcter particular: Alioixa Popóvitx pel seu enginy, Dobrínia Nikítitx pel seu valor, i Ilià Múromets, el més famós dels bogatiri, per la seva força física, l'espiritualitat i la dedicació a protegir els desemparats.